# Paperino e il fanatico igienista
Paperino e il fanatico igienista (The Health Nut) è una storia a fumetti del 1964, scritta da Dick Kinney e disegnata da Al Hubbard. La storia segna il debutto dei personaggi di Paperoga e Malachia ed è stata pubblicata per la prima volta in Italia su Topolino n. 453.
Il titolo, nelle varie ristampe più recenti, ha subito molte modifiche: Paperino e il folle salutista (2002), Paperino e Paperoga fanatico igienista (2009) e Paperoga e la... dieta yoga! (2010).